# Sparta (Illinois)
Sparta es una ciudad ubicada en el condado de Randolph en el estado estadounidense de Illinois. En el Censo de 2010 tenía una población de 4302 habitantes y una densidad poblacional de 145,12 personas por km².

## Geografía
Sparta se encuentra ubicada en las coordenadas 38°8′16″N 89°43′40″O / 38.13778, -89.72778. Según la Oficina del Censo de los Estados Unidos, Sparta tiene una superficie total de 29.65 km², de la cual 28.94 km² corresponden a tierra firme y (2.39%) 0.71 km² es agua.

## Demografía
Según el censo de 2010, había 4302 personas residiendo en Sparta. La densidad de población era de 145,12 hab./km². De los 4302 habitantes, Sparta estaba compuesto por el 79.99% blancos, el 17.46% eran afroamericanos, el 0.28% eran amerindios, el 0.46% eran asiáticos, el 0.02% eran isleños del Pacífico, el 0.49% eran de otras razas y el 1.3% pertenecían a dos o más razas. Del total de la población el 1.49% eran hispanos o latinos de cualquier raza.